# Witalij Rewa
Witalij Hryhorowycz Rewa, ukr. Віталій Григорович Рева (ur. 19 listopada 1974 w Dniepropetrowsku w Ukraińskiej SRR) – ukraiński piłkarz, grający na pozycji bramkarza, reprezentant Ukrainy.

## Kariera piłkarska

### Kariera klubowa
Wychowanek miejscowego klubu Dnipro-75 Dniepropietrowsk. Pierwszy trener W.Musijenko. W 1993 rozpoczął karierę piłkarską w Polihraftechnice Oleksandria, skąd w 1995 przeszedł do CSKA Kijów. W 2001 został zaproszony do Dynama Kijów, jako zmiennik Ołeksandra Szowkowskiego. W 2005 wypożyczony do Tawrii Symferopol. Od 2007 bronił barw Arsenału Kijów. Po wygaśnięciu kontraktu 4 sierpnia 2011 roku podpisał roczny kontrakt z Obołonią Kijów, ale już w styczniu 2012 opuścił kijowski klub. 17 lipca 2012 podpisał roczny kontrakt z Krywbasem Krzywy Róg. Podczas przerwy zimowej sezonu 2012/13 opuścił Krywbas i powrócił do Arsenału.

### Kariera reprezentacyjna
6 października 2001 zadebiutował w pierwszej reprezentacji Ukrainy w meczu kwalifikacyjnym do Mistrzostw Świata 2002 z Polską, zremisowanym 1:1. Ogółem rozegrał 9 meczów w barwach Zbirnej.

## Sukcesy i odznaczenia

### Sukcesy klubowe
- mistrz Ukrainy: 2003, 2004
- wicemistrz Ukrainy: 2002, 2005
- zdobywca Pucharu Ukrainy: 2003, 2005
- finalista Pucharu Ukrainy: 1998, 2001
- zdobywca Superpucharu Ukrainy: 2005, 2008

### Sukcesy indywidualne
- najlepszy bramkarz Mistrzostw Ukrainy: 2001, 2002[5].
- wybrany do listy 33 najlepszych piłkarzy Ukrainy: nr 1 (2001, 2002), nr 3 (2004)
- członek Klubu Ołeksandra Czyżewskiego: 311 meczów
- członek Klubu Jewhena Rudakowa: 158 meczów na „0”[6].

### Odznaczenia
- tytuł Mistrza Sportu Ukrainy: 1996
- tytuł Zasłużonego Mistrza Sportu Ukrainy: 2005[7]
- medal „Za pracę i zwycięstwo”: 2006[8]